# Hoffmannia conzattii
Hoffmannia conzattii är en måreväxtart som beskrevs av Benjamin Lincoln Robinson. Hoffmannia conzattii ingår i släktet Hoffmannia och familjen måreväxter. Inga underarter finns listade i Catalogue of Life.